# NGC 1350
NGC 1350 ist eine Balken-Spiralgalaxie vom Hubble-Typ SBab im Sternbild Fornax. Die Galaxie ist rund 80 Millionen Lichtjahre von der Milchstraße entfernt und hat einen Durchmesser von etwa 135.000 Lj.
Die Galaxie wurde am 24. November 1826 von dem schottischen Astronomen James Dunlop entdeckt.